# قواعد السجون الأوروبية
تم وضع قواعد السجون الأوروبية من قبل مجلس أوروبا. وتهدف إلى توفير معايير غير ملزمة قانونياً  بشأن المبادئ والممارسات الجيدة في معاملة المحتجزين وإدارة مرافق الاحتجاز (السجون).

## التاريخ والوصف
تم وضع قواعد السجون الأوروبية  من قبل لجنة الوزراء التابعة لمجلس أوروبا في عام 1973 (القرار 73.5). وتمت إعادة صياغة قواعد السجون في عام 1987 (R 87.3). في كانون الثاني (يناير) 2006، أوصت لجنة الوزراء المعنية بقواعد السجون الأوروبية بضرورة «مراجعة نسخة عام 1987 وتحديثها بشكل جوهري لكي تعكس التطورات التي حدثت في السياسة الجنائية وممارسات إصدار الأحكام والإدارة الشاملة للسجون في أوروبا». . يمكن أيضًا رؤية المراجعات على أنها تعكس توسيع عضوية مجلس أوروبا: 15 دولة في عام 1973، و 21 في عام 1987، و 46 بحلول عام 2005. تم اعتماد نسخة جديدة من قواعد السجون الأوروبية في عام 2006، لتحل محل جميع الإصدارات السابقة بالكامل.  تحتوي قواعد السجون الأوروبية لعام 2006 على قسم موسع بشكل كبير حول الرعاية الصحية في محيط السجون. ولأول مرة، يشيرون على وجه التحديد إلى التزام سلطات السجن بالحفاظ على صحة جميع السجناء (القاعدة 39) والحاجة إلى تنظيم الخدمات الطبية للسجون في علاقة وثيقة مع الإدارة العامة للصحة العامة (القاعدة 40).
تستند قواعد السجون الأوروبية إلى قواعد الأمم المتحدة النموذجية الدنيا لمعاملة السجناء. وهي ليست ملزمة قانونًا للدول الأعضاء في مجلس أوروبا، لكنها توفر معايير معترف بها بشأن المبادئ والممارسات الجيدة في معاملة المحتجزين وإدارة مرافق الاحتجاز. يقترح أحد المراقبين أن «جميع الدول الأوروبية تقريبًا تهدف إلى تطبيق هذه المعايير ولكن من غير المحتمل أن تنجح دولة واحدة في تطبيقها بالكامل». في عام 2006، أصدر مجلس كويكر للشؤون الأوروبية نقدًا جنسانيًا لقواعد السجون الأوروبية كجزء من مشروع النساء في السجن. في السنوات الأخيرة، تم الإبلاغ عن أن قواعد السجون الأوروبية قد شكلت الأساس للشكاوى ضد الخدمات والمؤسسات العقابية في النرويج  وأيرلندا،   وقد وضعت معايير معترف بها رسميًا لإصلاح السجون في أرمينيا. هناك 108 قواعد في تسعة أجزاء. الجزء الأول (القواعد من 1 إلى 13) يحدد المبادئ الأساسية وكذلك النطاق والتطبيق. يغطي الجزء الثاني (القواعد من 14 إلى 38) ظروف السجن، بما في ذلك: التغذية، والنظافة، والحصول على المشورة القانونية، والتعليم، والاتصال بالعالم الخارجي، وحرية الفكر والضمير والدين. يتناول الجزء الثالث الصحة والرعاية الصحية في السجون. يتناول الجزء الرابع النظام والأمن؛ الجزء الخامس الإدارة والموظفون؛ التفتيش والمراقبة الجزء السادس؛ الجزء السابع السجناء الذين لم يحاكموا؛ الجزء الثامن السجناء المحكوم عليهم. والجزء التاسع متطلبات تحديث القواعد.